# Loeffler-Frosch-Medaille
Die Loeffler-Frosch-Medaille ist eine von der Gesellschaft für Virologie (GfV) seit 2006 jährlich verliehene Auszeichnung für Wissenschaftler, die sich um die Virologie im deutschsprachigen Raum besonders verdient gemacht haben. Sie gilt als Auszeichnung für das wissenschaftliche Lebenswerk. Die Preisverleihung erfolgt während der jährlichen Frühjahrstagung der GfV und ist verbunden mit der Loeffler-Frosch-Lecture, die vom Preisträger gehalten wird. Benannt ist der Preis nach Friedrich Loeffler und Paul Frosch, die 1898 erstmals ein animales Virus beschrieben haben.

## Preisträger
- 2006 Christian Kunz, Wien
- 2007 Harald zur Hausen, Heidelberg
- 2008 Heinz Schaller, Heidelberg
- 2009 Christoph Scholtissek, Gießen
- 2010 Peter K. Vogt, San Diego
- 2011 Gisela Enders, Stuttgart
- 2012 Hans Gelderblom, Berlin
- 2013 Walter Doerfler, Erlangen
- 2014 Eckard Wimmer, Stony Brook
- 2015 Hans-Dieter Klenk, Marburg
- 2016 Ari Helenius, Zürich
- 2017 Wolfram H. Gerlich, Gießen
- 2018 Otto Haller, Freiburg/Zürich
- 2019 Franz X. Heinz, Wien
- 2020 Helga Rübsamen-Schaeff, Wuppertal-Elberfeld
- 2022 Michael Roggendorf, München
- 2023 Thomas Mertens, Ulm
- 2024 Sibylle Schneider-Schaulies, Würzburg
- 2025 Thomas C. Mettenleiter, Greifswald und Insel Riems

## Loeffler-Frosch-Preis
Unabhängig von der Loeffler-Frosch-Medaille vergibt die GfV seit 1994 den (Stand 2016) mit 5.000 Euro dotierten Loeffler-Frosch-Preis für Virologen unter 40 Jahren.